# Stefania Płaskowiecka-Nodari
Stefania Płaskowiecka-Nodari (ur. 15 lutego 1892 w Warszawie, zm. 17 lutego 1973 w Rio de Janeiro), działaczka polonijna w Brazylii.
Kształciła się w Warszawskiej Szkole Baletowej i przez kilkanaście lat występowała jako tancerka na wielu scenach świata wraz z zespołem Anny Pawłowej. W czasie jednej z podróży artystycznych poznała przemysłowca włoskiego osiadłego w Buenos Aires, Lincolna Nodari. 25 sierpnia 1923 wyszła za niego za mąż.
Od 1939 małżonkowie mieszkali na stałe w Brazylii. W atmosferze napięcia wojennego Stefania Płaskowiecka-Nodari rychło włączyła się do działalności charytatywnej i społecznej w środowisku polskim, przeznaczając do dyspozycji polskich uchodźców dom w mieście Niterói koło Rio de Janeiro. Zapewniała w nim utrzymanie dla kilkudziesięciu rodzin. Od 1942 należała do Towarzystwa "Polônia" w Rio de Janeiro oraz do Koła Polek; w tej ostatniej organizacji przez ponad 20 lat sprawowała funkcję prezeski (potem nadano jej tytuł prezeski honorowej). Jako działaczka Polskiego Czerwonego Krzyża i jego brazylijskiego odpowiednika organizowała wysyłkę paczek dla jeńców wojennych w Europie.
Po II wojnie światowej wspierała finansowo ośrodki katolickie w Polsce, m.in. Zakład dla Niewidomych w Laskach, Zakład Sióstr Niepokalanek w Szymanowie, Zakład św. Wincentego a Paulo w Pruszkowie. Dom i przyległy teren w Niterói przekazała siostrom felicjankom na planowaną szkołę i przytułek dla kobiet. Po przekształceniu Koła Polek w Koło Dobroczynne Pań Polsko-Brazylijskich (w styczniu 1967) ofiarowała na jego potrzeby teren 4500 metrów kwadratowych wraz z budynkami w Rio de Janeiro. W maju 1941 ufundowała w kościele św. Pawła w Rio de Janeiro witraż z wizerunkiem Matki Boskiej Częstochowskiej.
Za swoją wieloletnią działalność Stefania Płaskowiecka-Nodari obdarzona została tytułem członka honorowego Towarzystwa "Polônia" (3 kwietnia 1943) oraz członka dożywotniego Polskiego Czerwonego Krzyża. Otrzymała także szereg odznaczeń, m.in. Krzyż Komandorski Orderu Odrodzenia Polski nadany przez rząd emigracyjny w Londynie (3 maja 1947), Srebrny Medal Zasługi Brazylijskiego Czerwonego Krzyża (w październiku 1949), order papieski Pro Ecclesia et Pontifice (w marcu 1951).
Zmarła 17 lutego 1973, pochowana została w grobowcu rodzinnym na cmentarzu św. Jana Chrzciciela w Rio de Janeiro (obok matki i męża).